# كأس ألبانيا 2005–06
كأس ألبانيا 2005–06 (بالألبانية: Kupa e Republikës 2005-06‏) هو الموسم 54 من كأس ألبانيا. أقيم خلال الفترة 28 أغسطس 2005 وحتى 10 مايو 2006، وأشرف على تنظيمه اتحاد ألبانيا لكرة القدم، وفاز فيه نادي تيرانا.